# Leon Belcar
Leon Belcar, né le 4 janvier 2002 à Varaždin en Croatie, est un footballeur croate qui évolue au poste de milieu défensif au Dinamo Zagreb.

## Biographie

### En club
Né à Varaždin en Croatie, Leon Belcar est formé par le club local du NK Varaždin. Il joue son premier match en professionnel avec ce club le 16 décembre 2020, face au HNK Rijeka lors d'une rencontre de coupe de Croatie. Il entre en jeu à la place et son équipe est battue par deux buts à un ce jour-là.
Il joue son premier match de première division croate le 22 juillet 2022, face au NK Istra 1961. Il entre en jeu et son équipe s'impose par deux buts à un.
Le 17 février 2025, Leon Belcar rejoint le Dinamo Zagreb sous la forme d'un prêt jusqu'à la fin de la saison. Le club dispose d'une option s'achat sur le joueur,.

### En sélection
Leon Belcar représente l'équipe de Croatie des moins de 20 ans, jouant au total quatre matchs, tous en 2022, et marquant un but avec cette sélection.
Leon Belcar joue son premier match avec l'équipe de Croatie espoirs le 21 mars 2024 contre Andorre. Il entre en jeu à la place d'Igor Matanović lors de cette rencontre remportée par son équipe sur le score de trois buts à zéro.